# Bohnmühlgasse 9, Eichgasse 1 (Dettelbach)

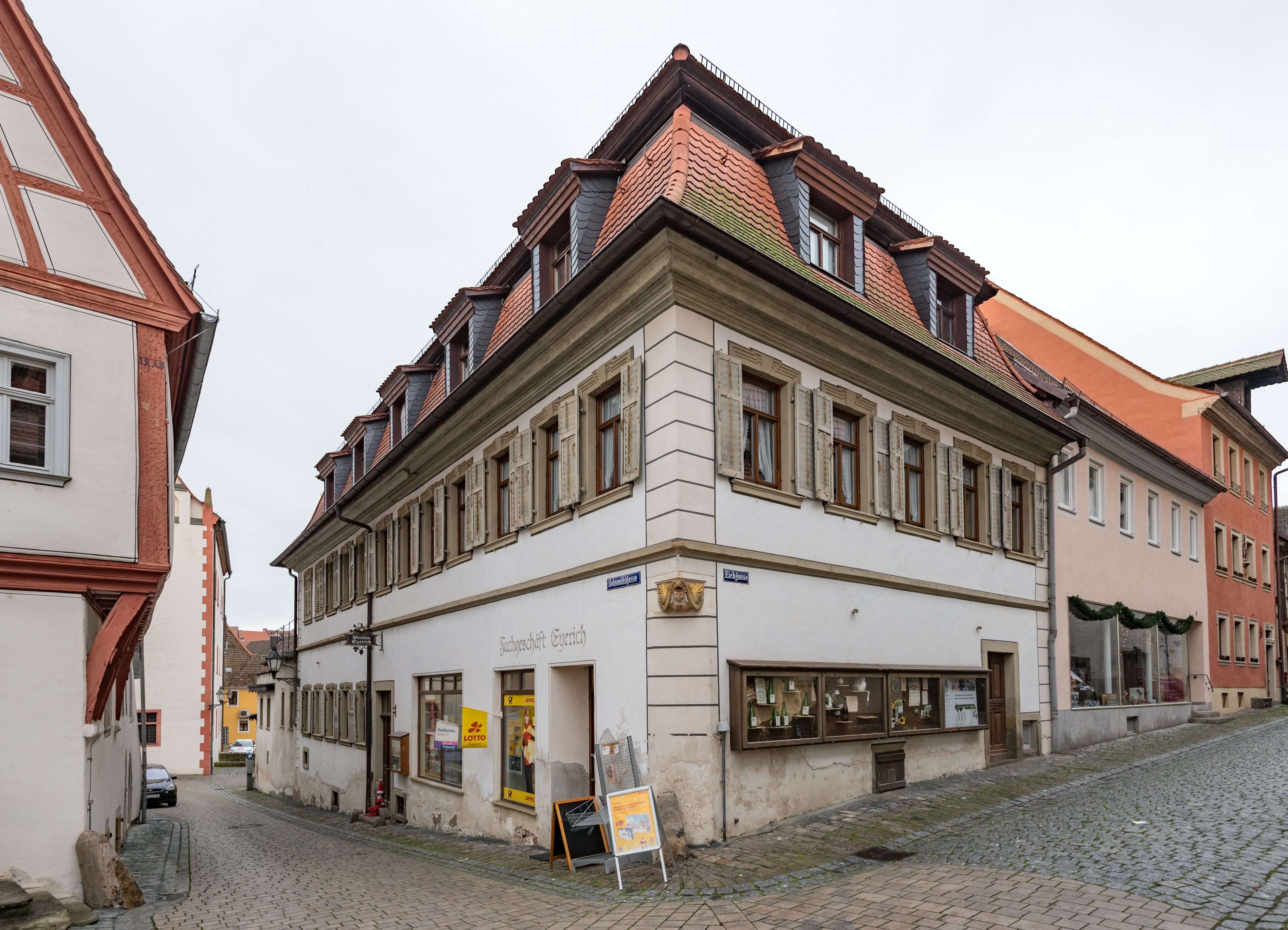
Das Haus Bohnmühlgasse 9, Eichgasse 1

Das Haus Bohnmühlgasse 9, Eichgasse 1 (noch 1977 Bohnmühlgasse 1, früher Hausnummer 68) ist ein denkmalgeschütztes Gebäude im Westteil der Altstadt der unterfränkischen Stadt Dettelbach.

## Geschichte
Das Haus am Rande des Dettelbacher Marktplatzes wurde in seiner heutigen Form zwischen 1770 und 1780 errichtet. Der im 18. Jahrhundert anhaltende Wallfahrtsboom nach Dettelbach führte zunächst zur Ansiedlung einer Wachszieherei, die Kerzen für die Kirche Maria im Sand produzierte und an die Pilger verkaufte. Außer dem dazu nötigen Bienenwachs lieferten Imker auch Honig, der bei der Herstellung von im Haus verkauftem Lebkuchen verwendet wurde. Für diesen Verkauf gab es wohl im Erdgeschoss einen kleinen Krämerladen.
Wachszieherei und Lebküchnerei wurden im 19. Jahrhundert aufgegeben, der Gemischtwarenladen blieb erhalten. Eventuell zog später eine Apotheke in die Räumlichkeiten ein. In der zweiten Hälfte des 20. Jahrhunderts bestand im Anwesen eine Drogerie. Heute sind hier ein Schreibwarenladen und eine Postfiliale untergebracht. Das Haus an der Ecke Bohnmühlgasse-Eichgasse wird vom Bayerischen Landesamt für Denkmalpflege als Baudenkmal geführt. Untertägige Überreste von Vorgängerbauten sind als Bodendenkmal vermerkt. Daneben ist es Teil des Ensembles Altstadt Dettelbach.

## Beschreibung

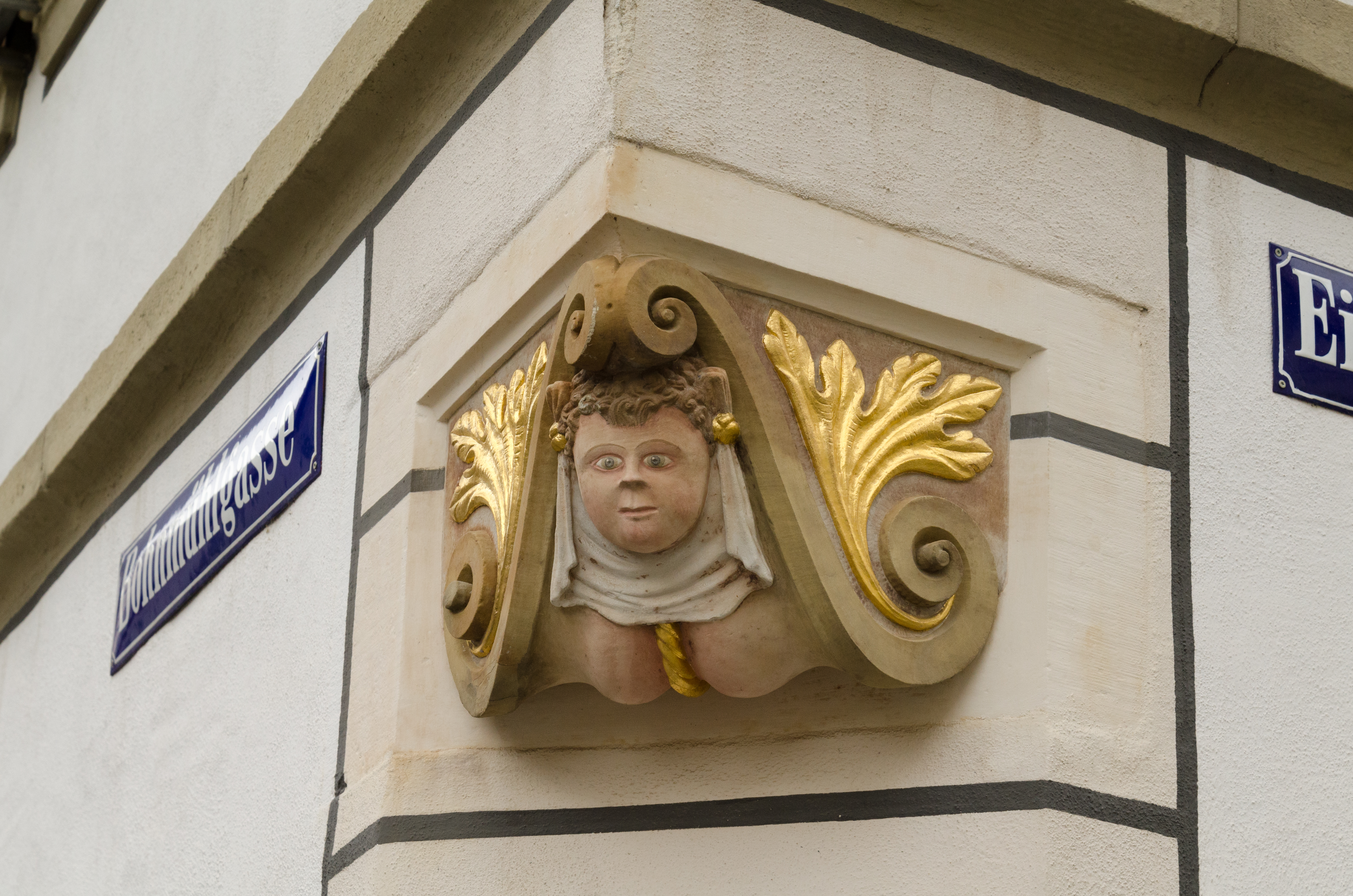
Der Kragstein an der Südostecke

Das Haus präsentiert sich als langgestreckter Mansardwalmdachbau. Es steht am nördlichen Ausgang des Marktes und ist in dessen Richtung traufseitig ausgerichtet. Das zweigeschossige Gebäude greift die Formen des Rokoko auf. Diese Formen sind insbesondere im Fensterband des zweiten Obergeschosses erkennbar, das die gesamte Länge von 23 Metern ausfüllt. Daneben hat das Haus rokokoartige, tiefprofilierte Fensterrahmen mit Ohrungen.
Das Haus ist, anders als die älteren Gebäude am Markt, ein reiner Steinbau aus Werk- und Bruchsteinen, die heute verputzt sind. Die beiden Geschosse werden von einer ausladenden Gesimsleiste voneinander getrennt. Die nach dem Markt hin ausgerichtete Südostecke des Hauses ist abgeschrägt und mit einem verzierten Kragstein versehen. Weitere Zierelemente bestehen am Dachgesimsbalken. Er springt nach vorn und ist profiliert.